# The Offspring
The Offspring је амерички панк рок бенд настао 1984. у Хантингтон Бичу, Калифорнија. Од формирања у саставу групе су били Декстер Холанд (вокал, гитара), Кевин Вазерман (ритам-гитара, пратећи вокал) и Грег Крисел (бас, пратећи вокал). До његовог одласка 2003, у бенду је био и Рон Велти (бубњар). Њихов тренутни бубњар је Пит Парада, бивши члан група Face to Face и Saves the Day, који је у бенду од 2007. године.
The Offspring је добио много похвала, заједно са другим панк групама из Калифорније, Green Day i Rancid, због оживљавања интересовања мејнстрим публике за панк рок музику у САД. До сада, The Offspring је издао девет студијских албума, једну компилацију, четири EP-а и три ДВД-а. Продали су преко 40 милиона албума широм света, што их чини једним од најпродаванијих панк рок бендова свих времена. Сваки албум од објављивања њиховог албума Smash 1994. је продат у више од милион примерака. Њихов последњи студијски албум, Days Go By, издат је 26. јуна 2012. године.

## Чланови бенда

### Тренутни чланови
- Декстер Холанд - вокал, ритам гитара, клавир (од 1984)
- Кевин Вазерман - ритам гитара, пратећи вокал (од 1985)
- Грег Крисел - бас, пратећи вокал (од 1984)
- Пит Парада - бубњеви, удараљке (од 2007)

### Бивши чланови
- Даг Томпсон - вокал (1984)
- Џим Бентон - бубњеви, удараљке (1985—1986)
- Џејмс Лилја - бубњеви, удараљке, пратећи вокал (1984—1987)
- Рон Велти - бубњеви, удараљке, пратећи вокал (1987—2003)
- Адам "Атом" Вилард - бубњеви, удараљке (2003—2007)

## Дискографија
- The Offspring (1989)
- Ignition (1992)
- Smash (1994)
- Ixnay on the Hombre (1997)
- Americana (1998)
- Conspiracy of One (2000)
- Splinter (2003)
- Rise and Fall, Rage and Grace (2008)
- Days Go By (2012)[6]
- Let the Bad Times Roll (2021)
- Supercharged (2024)